# آکرس الوا
آکرس الوا، (به انگلیسی: Akerselva) یک رودخانه در اسلو است. این رودخانه از از دریاچهٔ ماریدال تا بیورویکا امتداد دارد. قطعه ای از رودخانه، که از شهر اسلو، عبور می‌کند، حدود ۹ کیلومتر طول دارد. این رودخانه، انتهای شبکه آب‌های جاری (نوردمارک) را تشکیل می‌دهد و ۴۷ کیلومتر از زمین‌های باتلاقی شهرستان یون آکر، تا محلهٔ بیورویکا، در اسلو، امتداد می‌یابد. آکرس الوا، یا رودخانهٔ آکر، دارای حوضهٔ آبریزی به مساحت ۲۵۲ کیلومتر مربع است.